# Polar Research Institute of China
Polar Research Institute of China (forkortet PRIC) er en kinesisk polarforskningsorganisation som blev etableret i 1989.
PRIC har fire forskningsstationer, Yellow River Station i Ny-Ålesund på Svalbard (åbnet 2003), Zhongshan Station i Larsemannfjellene i Øst-Antarktis (åbnet februar 1989), Great Wall Station på King George Island i Vest-Antarktis (åbnet februar 1985) og Kunlun Station på Dome A på Antarktisplatået (åbnet 27. januar 2009).
PRIC har hovedkontor i Shanghai og har totalt 124 ansatte.